# 瓦曼里帕山 (萬卡亞區)
12°10′55″S 75°49′00″W / 12.18194°S 75.81667°W
瓦曼里帕山（Wamanripa），是秘魯的山峰，位於該國中南部利馬大區，由堯約斯省的萬卡亞區負責管轄，屬於秘魯中部山脈的一部分，海拔高度4,600米。